# Piotr Fajkowski
Piotr Fajkowski (ur. 4 sierpnia 1972 w Płocku) – polski dowódca wojskowy; generał dywizji Wojska Polskiego, od 2023 roku dowódca 11 Dywizji Kawalerii Pancernej.

## Życiorys
Studia wojskowe rozpoczął we wrześniu 1991 jako podchorąży Wyższej Szkoły Oficerskiej Wojsk Zmechanizowanych we Wrocławiu. W 1995 roku ukończył Wyższą Szkołę Oficerską im. Tadeusza Kościuszki, promowany na pierwszy stopień oficerski – podporucznika. Służbę zawodową rozpoczął w 1 Brygadzie Pancernej w Wesołej na stanowisko dowódcy plutonu. W 2004 roku ukończył studia magisterskie na Akademii Obrony Narodowej, następnie powrócił do 1 Brygady Pancernej, gdzie został mianowany zastępcą dowódcy batalionu czołgów. Brał udział w V i IX zmianie PKW w Iraku, pełnił wtedy m.in. stanowisko komendanta bazy.
W 2007 roku został szefem Sekcji Operacyjnej w Dowództwie 1 Dywizji Zmechanizowanej. W latach 2009–2012 dowodził 3 Zamojskim batalionem zmechanizowanym, a w 2010 roku wraz z batalionem brał udział w VI zmianie PKW w Afganistanie. W 2010 roku dowodził operacją „Szaszmir”, polegającą na odbiciu dystryktu Mokur. W wyniku wybuchu miny zginął jeden z jego żołnierzy, ppłk Fajkowski pozostał wówczas przy jego zwłokach i dalej dowodził walką. 10 listopada 2011 w Warszawie podczas obchodów Narodowego Święta Niepodległości minister obrony narodowej Tomasz Siemoniak wręczył mu jako dowódcy 3 batalionu zmechanizowanego w Zamościu Szablę Honorową Wojska Polskiego. 9 marca 2012 przekazał obowiązki dowódcy 3 Zamojskiego batalionu zmotoryzowanego. 5 kwietnia 2012 w stopniu podpułkownika został przedstawiony w 16 Dywizji Zmechanizowanej przez dowódcę gen. dyw. Janusza Bronowicza obejmując funkcję Szefa Wydziału Operacyjnego G-3 16 DZ. W 2014 ukończył studia podyplomowe na Akademii Obrony Narodowej i w tym samym roku rozpoczął służbę w Dowództwie Generalnym Rodzajów Sił Zbrojnych jako starszy specjalista, a następnie jako szef Oddziału Ćwiczeń. 
Od 2016 do 2018 roku pełnił funkcję zastępcy dowódcy 1 Brygady Pancernej w Wesołej. W 2017 roku dowodził VI zmianą PKW Afganistan podczas operacji wojskowej Resolute Support. W 2018 roku został szefem szkolenia 16 Dywizji Zmechanizowanej. Decyzją ministra obrony narodowej Mariusza Błaszczaka z dnia 27 października 2021 roku został wyznaczony na stanowisko dowódcy 15 Brygady Zmechanizowanej. 26 listopada 2021 w Giżycku w obecności dowódcy 16 Pomorskiej Dywizji Zmechanizowanej gen. dyw. Krzysztofa Radomskiego przyjął obowiązki dowódcy 15 Brygady Zmechanizowanej od gen. bryg. Bogdana Rycerskiego. 
15 sierpnia 2022 roku prezydent RP Andrzeja Duda mianował go na stopień generała brygady. 29 września 2023 roku został dowódcą 11 Dywizji Kawalerii Pancernej. 
3 października 2023 roku Komitet wojskowy UE poparł nominację gen. Fajkowskiego na dowódcę unijnej misji szkolenia wojsk ukraińskich (EUMAM UKRAINE).

## Awanse
- podporucznik – 1995[3]

(...)
- generał brygady – 15 sierpnia 2022[10]
- generał dywizji – 14 sierpnia 2024[13]

## Odznaczenia
- Wojskowy Krzyż Zasługi z Mieczami – 2011[14]
- Brązowy Medal za Długoletnią Służbę – 2013[15]
- Gwiazda Iraku – 2008[16]
- Gwiazda Afganistanu – 2011[17]
- Gwiazda Afganistanu – 2019[18]
- Złoty Medal „Siły Zbrojne w Służbie Ojczyzny” – 2020[19]
- Srebrny Medal „Siły Zbrojne w Służbie Ojczyzny” – 2010[20]
- Srebrny Medal „Za zasługi dla obronności kraju” – 2013[21]
- Brązowy Medal „Za zasługi dla obronności kraju” – 2008[22]
- Brązowy Medal „Siły Zbrojne w Służbie Ojczyzny” – 2006[23]
- Army Commendation Medal – 2010 Stany Zjednoczone[24]
- Medal NATO za udział w misji ISAF – 2017[25]
- Meritorious Service Medal – 2017 Stany Zjednoczone[26]
- Medal Błogosławionego ks. Jerzego Popiełuszki – 2017[27]
- Szabla Honorowa Wojska Polskiego – 2011[6]
- Medal „Za Zasługi dla Gminy Orzysz” – 2022[28][29]
- Medal Pochwalny Wojsk Lądowych (USA, 2017)[30]
- Buzdygan Honorowy - 2022[10]
- Odznaka pamiątkowa 1 Brygady Pancernej – 2016 (ex officio)
- Odznaka pamiątkowa 15 Brygady Zmechanizowanej – 2021 (ex officio)

i inne